# Michel Lemieux (producteur)
Pour artiste multidisciplinaire, voir Michel Lemieux.
Michel Lemieux est un producteur, scénariste et réalisateur québécois.

## Filmographie

### comme Producteur
- 1985 : O rage électrique!
- 1989 : Le Taxi Cormier
- 1989 : Robichaud
- 1990 : À cheval sur une frontière
- 1991 : Marchand de la mer
- 1991 : Au mitan des îles
- 1992 : Acadie à venir